# Skarsterlân
Skarsterlân (en neerlandés, desusado, Scharsterland) es un antiguo municipio de la provincia de Frisia en los Países Bajos. En 2012 tenía una población de 27.459 habitantes ocupando una superficie de 216,80 km², de los que 30,8 km² correspondían a la superficie ocupada por el agua, con una densidad de 148 h/km². 
El municipio contaba con treinta núcleos de población (aldeas). Sus nombres oficiales son los holandeses, aunque el nombre del municipio es el frisón. La sede municipal se encontraba en Joure, con 13.045 habitantes. 
El municipio se disolvió el 1 de enero de 2014 al fusionarse con Gaasterlân-Sleat y Lemsterland para crear el nuevo municipio denominado De Fryske Marren (los Lagos de Frisia), al sureste de la provincia. 

## Galería

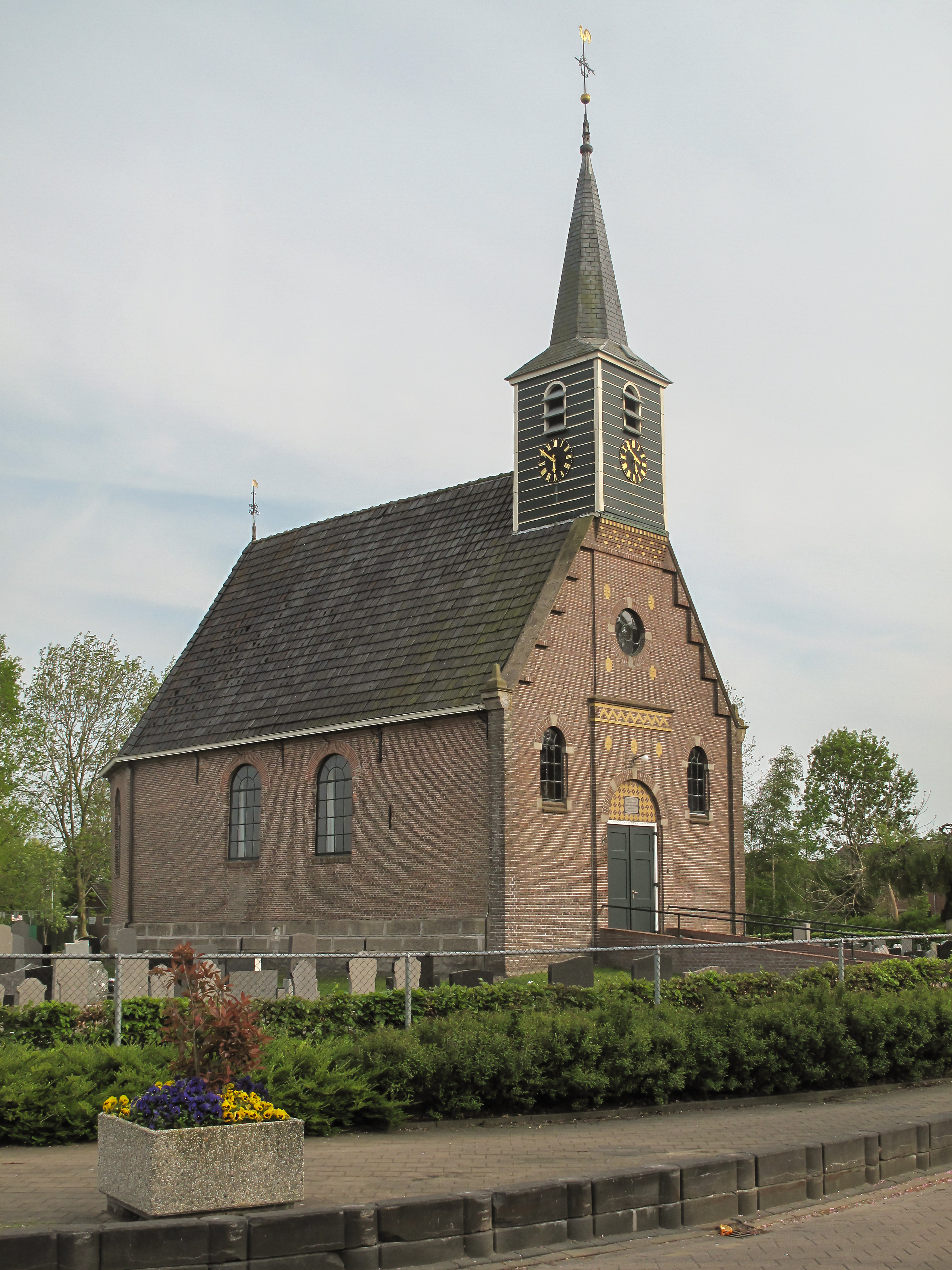
Iglesia de Haskerhorne.
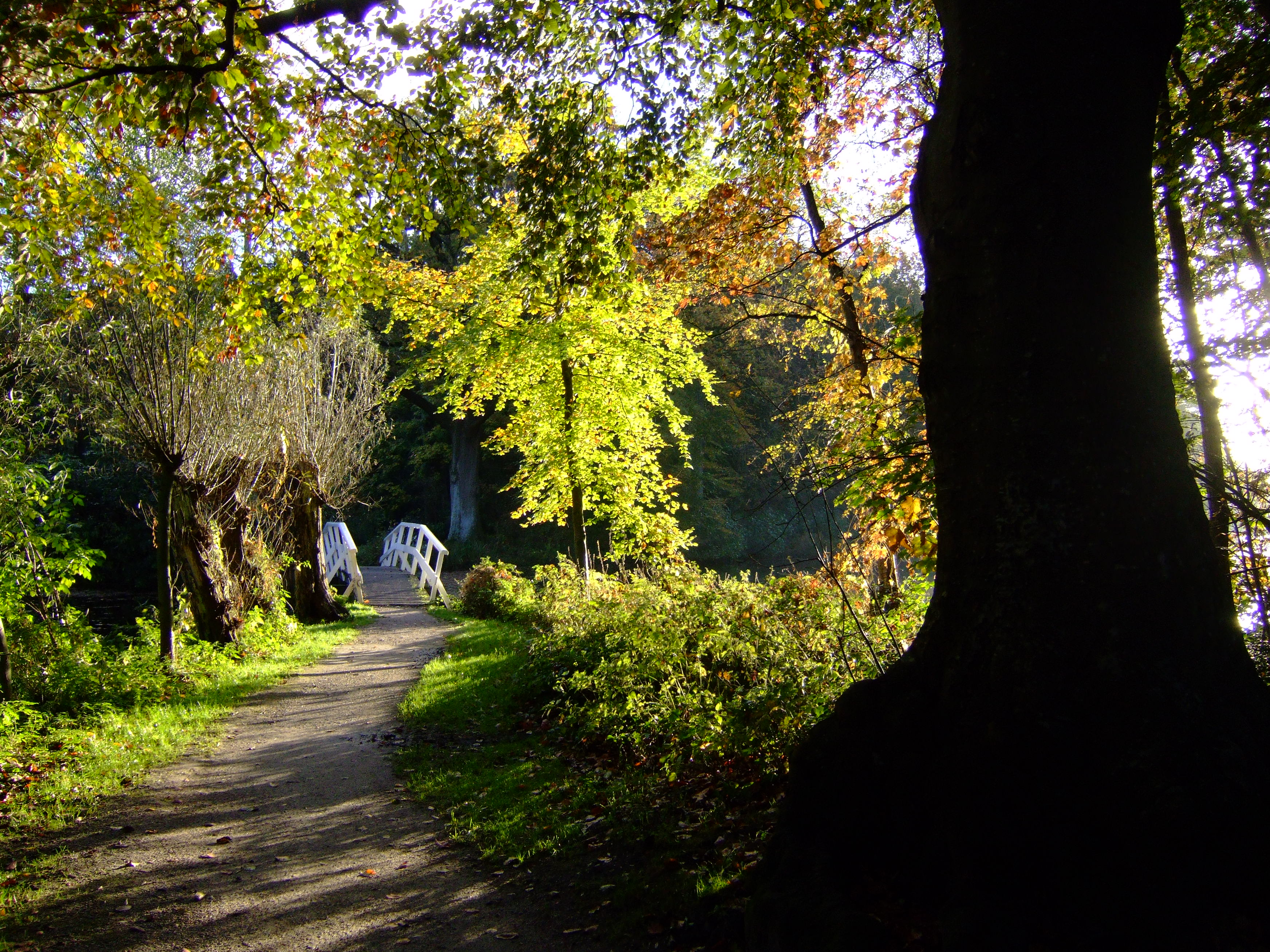
Parque Heremastate en Joure.
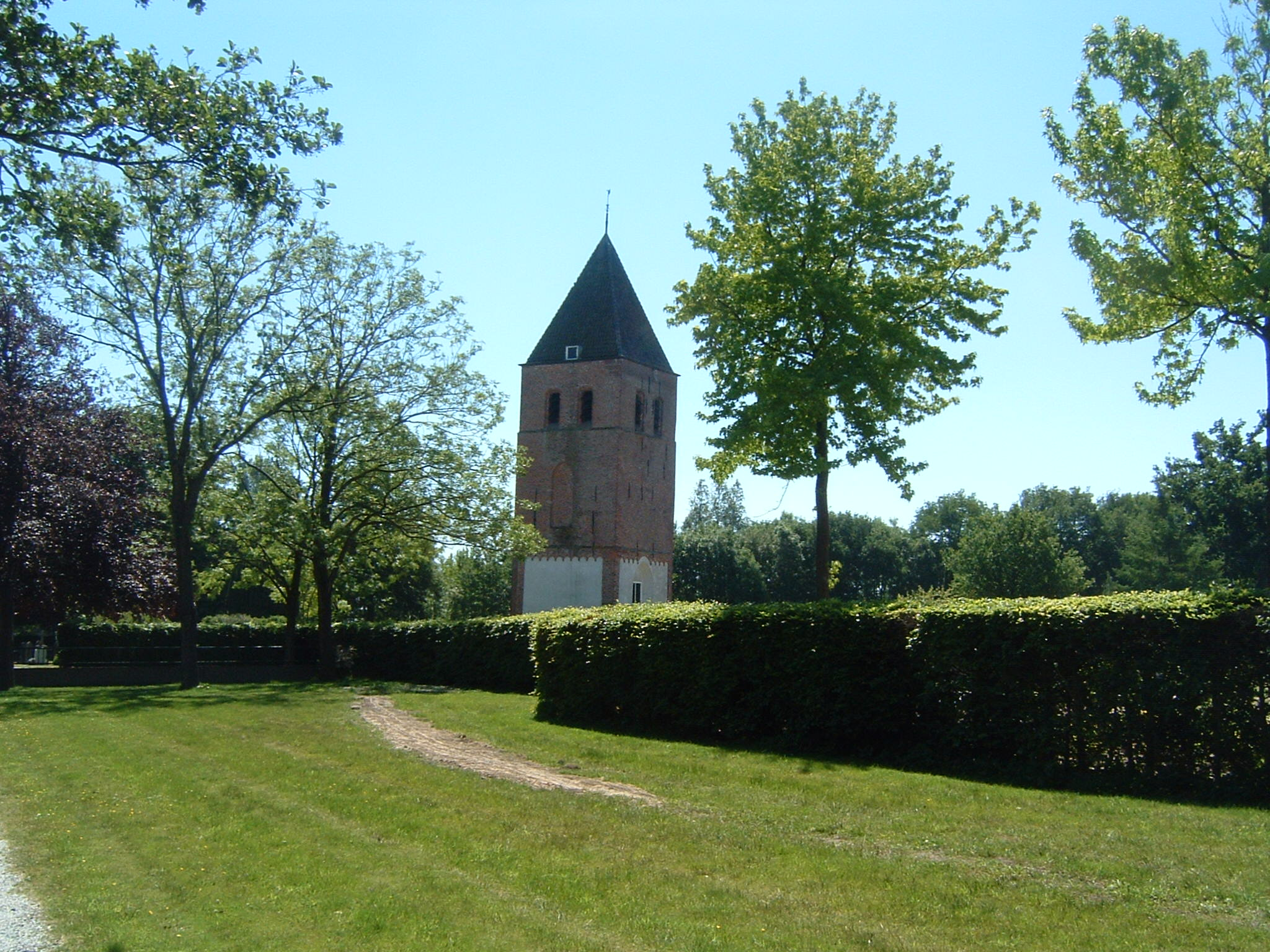
Westermeer.
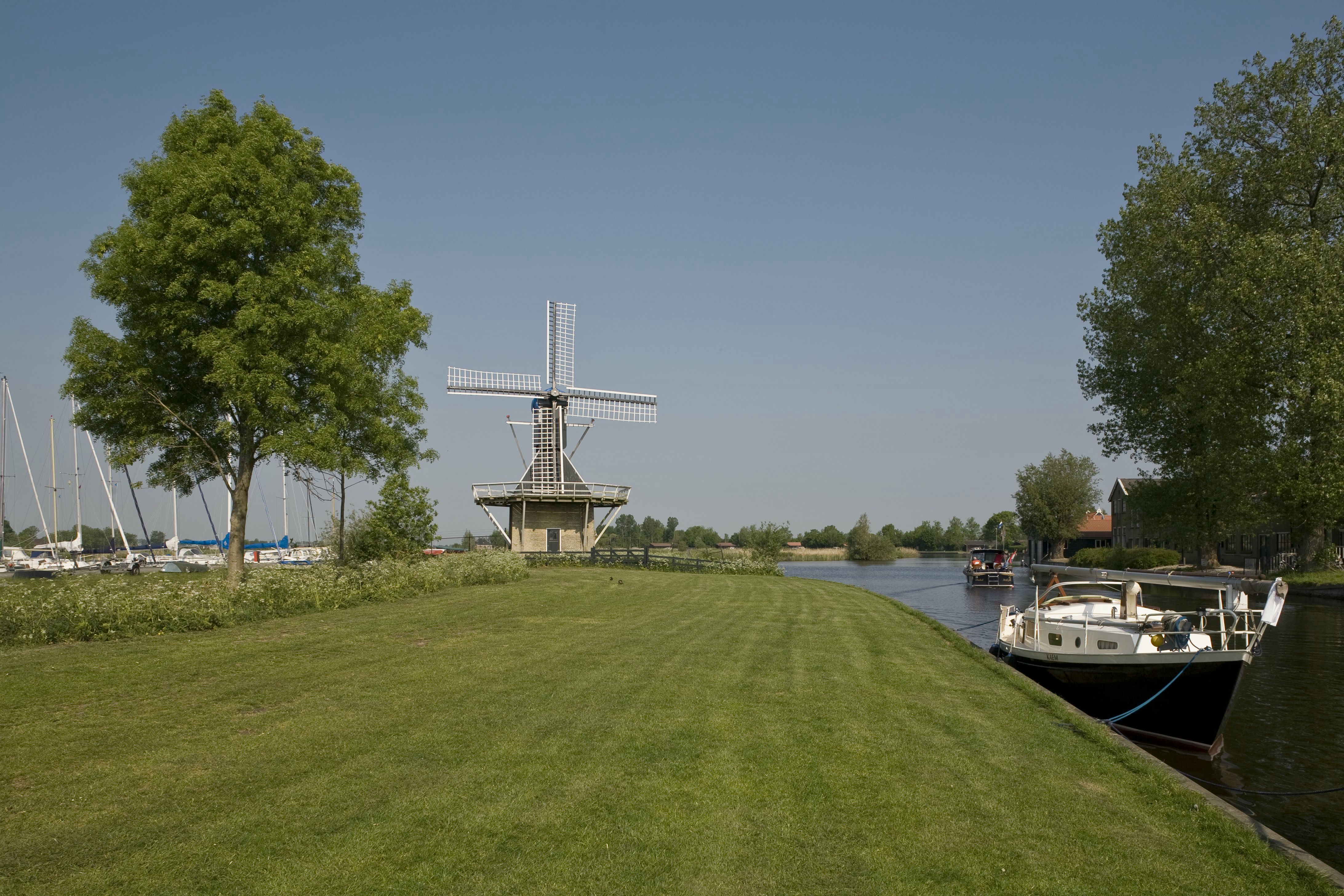
Joure.